# وادي العمر (السبرة)

تعديل مصدري - تعديل

وادي العمر محلة تابعة لقرية الهوبة، التابعة لعزلة بني عاطف بمديرية السبرة إحدى مديريات محافظة إب في الجمهورية اليمنية.، بلغ تعداد سكانها 101 حسب تعداد اليمن لعام 2004.